# Sniper Elite: Nazi Zombie Army
Sniper Elite: Nazi Zombie Army — видеоигра, разработанная в 2013 году компанией Rebellion Developments для Microsoft Windows. Игра представляет собой кооперативный шутер с видом от третьего лица. Главный герой сражается с ожившими зомби-нацистами в разрушенном Берлине в апреле—мае 1945 года.

## Сюжет
Германия стремительно проигрывает войну, и отчаявшийся Гитлер использует эзотерические знания Третьего рейха, чтобы создать армию солдат-мертвецов. Мёртвые нацисты поднимаются из могил, Европа снова в опасности. Необходимо пробиться сквозь легионы армии зомби и найти источник их появления,а заодно и выбраться из Берлина.
Вы — Карл Фейрберн, снайпер, который изменил ход мировой истории, один из последних уцелевших солдат в оккупированной мертвецами Германии. Американец, немец, русский — предыдущие альянсы больше ничего не значат. Вам придется объединиться со вчерашними врагами или погибнуть. Война вышла на новый уровень — живые против мертвых. Только ветеран серии Sniper Elite со стальными нервами и твердой рукой сможет оказать достойное сопротивление гитлеровской армии зомби!

## Игровой процесс
Игра представляет собой шутер от третьего лица, который позволяет уничтожать большие группы врагов в одиночку или вместе с друзьями. Как и в предыдущих частях серии Sniper Elite, при стрельбе учитываются многие реалистичные параметры, такие, как вес пули, направление\сила ветра и т. д. В игре есть система X-Ray, которая при особенных попаданиях показывает, как пуля проходит тело, как будто тело просвечивается рентгеном.
Потрясающая реалистичность игры, атмосфера военного времени, огромные толпы зомби, реки крови — вот главные особенности Sniper Elite Nazi Zombie Army.

### Одиночная кампания
Включает в себя 5 миссий одной кампании, которые игрок проходит в одиночестве. Эксклюзивной особенностью данного режима является наличие расширенной «камеры убийства», которая в деталях демонстрирует пролёт пули сквозь тела мертвых солдат.

### Кооперативная игра
Включает в себя 5 миссий одной кампании, которую можно проходить с друзьями. Число игроков варьируется от 2 до 4. В целях экономии времени в этом режиме используется только облегченный вариант «камеры убийства», не детализирующий смерть зомби, так же как и в Zombie Army Trilogy.

## Отзывы и продажи
| Сводный рейтинг | Сводный рейтинг |
| Агрегатор       | Оценка          |
| --------------- | --------------- |
| GameRankings    | 62,69 %         |

Летом 2018 года, благодаря уязвимости в защите Steam Web API, стало известно, что точное количество пользователей сервиса Steam, которые играли в игру хотя бы один раз, составляет 577 105 человек.